# Heartwell
Heartwell is een plaats (village) in de Amerikaanse staat Nebraska, en valt bestuurlijk gezien onder Kearney County.

## Demografie
Bij de volkstelling in 2000 werd het aantal inwoners vastgesteld op 80. In 2006 is het aantal inwoners door het United States Census Bureau geschat op eveneens 80.

## Geografie
Volgens het United States Census Bureau beslaat de plaats een oppervlakte van 0,2 km², geheel bestaande uit land. Heartwell ligt op ongeveer 645 m boven zeeniveau.

## Plaatsen in de nabije omgeving
De onderstaande figuur toont nabijgelegen plaatsen in een straal van 20 km rond Heartwell.